# Dáni Balázs
Báró gyarmatai Dáni Balázs, Dáni Balázs János (Hauhinger) (Pest, 1864. november 30. – Budapest, 1944. január 21.) magyar királyi vezérezredes. Dáni Béla altábornagy és Dáni Nándor atléta bátyja.

## Életútja
Római katolikus családban, Dáni Nándor és Korda Erzsébet fiaként született. 1884-től a gyarmati és 1918-tól a magyarcsékei előnevet is viselte. A bécsújhelyi katonai akadémia elvégzése után, 1885-ben mint hadnagy a 24. vadászzászlóaljnál kezdte meg katonai pályáját. 1891-ben mint főhadnagy a vezérkarhoz került, 1901-től pedig nyolc éven át a honvédtörzstiszti tanfolyam tanára volt. 1909-ben ezredessé nevezték ki, két év múlva pedig a 32. budapesti közös gyalogdandár parancsnoka lett.
1914-ben mint vezérőrnagy, a 62. közös gyalogdandár élén ment a harctérre. A háború elején a klenák-sabáci, a galíciai, majd az uzsoki harcokban tüntette ki magát. 1915-ben mint a 7. hadosztály parancsnoka, a kárpáti és dnyeszteri harcokban vett részt, 1916-ban pedig a 39. honvédhadosztály élén a Strypa mentén és az erdélyi fronton harcolt, két ízben is megsebesült. 1917-ben a honvédelmi minisztériumba került, ott a III. csoport főnöke lett, s még ugyanebben az évben nevezték ki altábornagynak. 1918-ban nyugdíjba vonult. 1919 januárjában ment nyugállományba, a kommün idején a 169 budapesti túsz egyike volt. Horthy Miklós kormányzó 1921-ben tüntette ki a gyalogsági tábornoki címmel és jelleggel. Több magas kitüntetésnek tulajdonosa, így a Mária Terézia rend lovagkeresztjének, a hadiékítményes Lipót-rend középkeresztnek, a hadiékítményes II. Osztályú Vaskorona-rendnek, a hadiékítményes II. Osztályú Katonai Érdemkeresztnek és a III. osztályú Vaskorona-rendnek.
Egyik testvére a kettő közül, Béla öccse, szintén a Monarchia hadseregének tábornoka volt.
A magyar parlament felsőházának annak megalakulásától (1927) volt tagja.
Gyógyíthatatlan betegsége miatt öngyilkos lett, szíven lőtte magát. A Kerepesi temetőben nyugszik, sírfelirata:
„A katonai erények mintaképe” – „Földi pihenő a testének, égi dicsőség a lelkének.”
Sírja a Nemzeti Sírkert része.

## Képgaléria

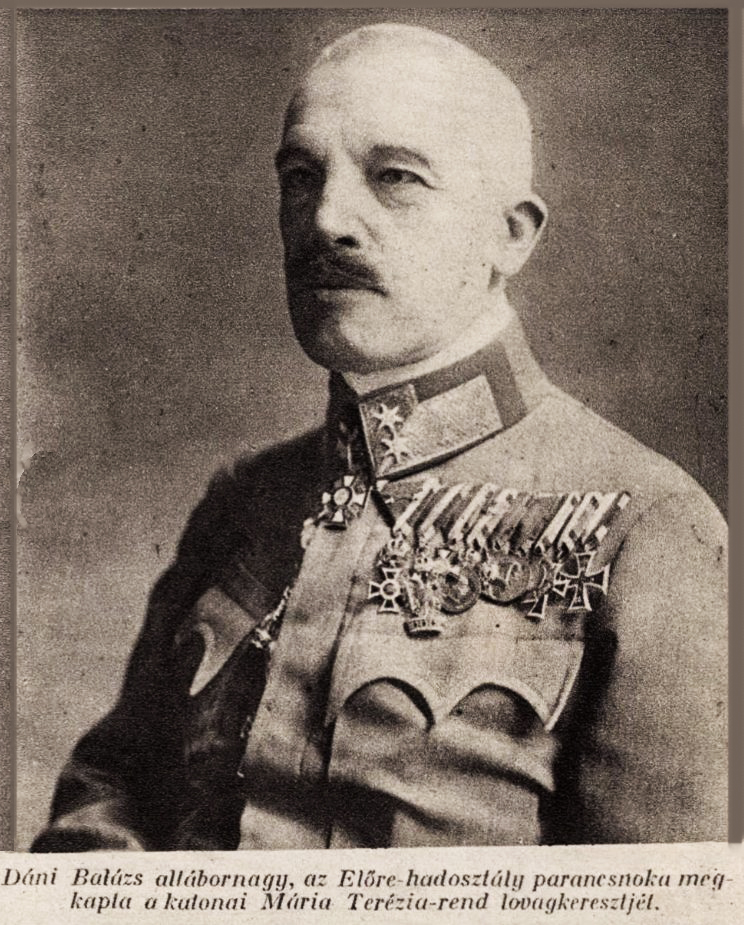
Az „Előre hadosztály” parancsnokaként, 1918
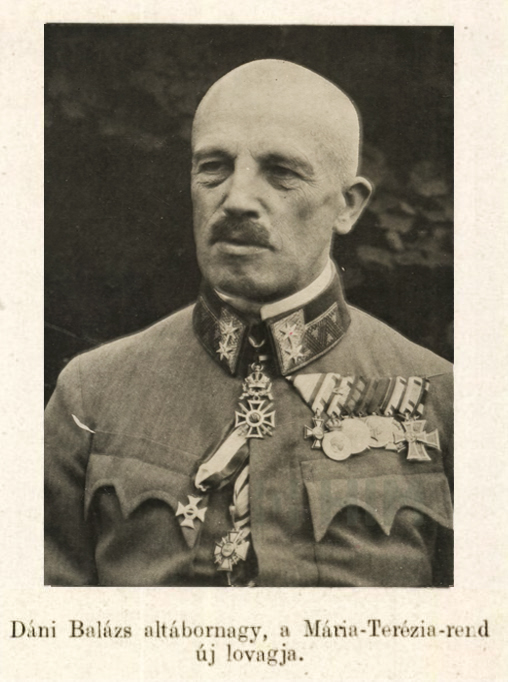
A Katonai Mária Terézia-rend új lovagjaként, 1918
A Nemzeti Hadsereg vezérkarában – 1921
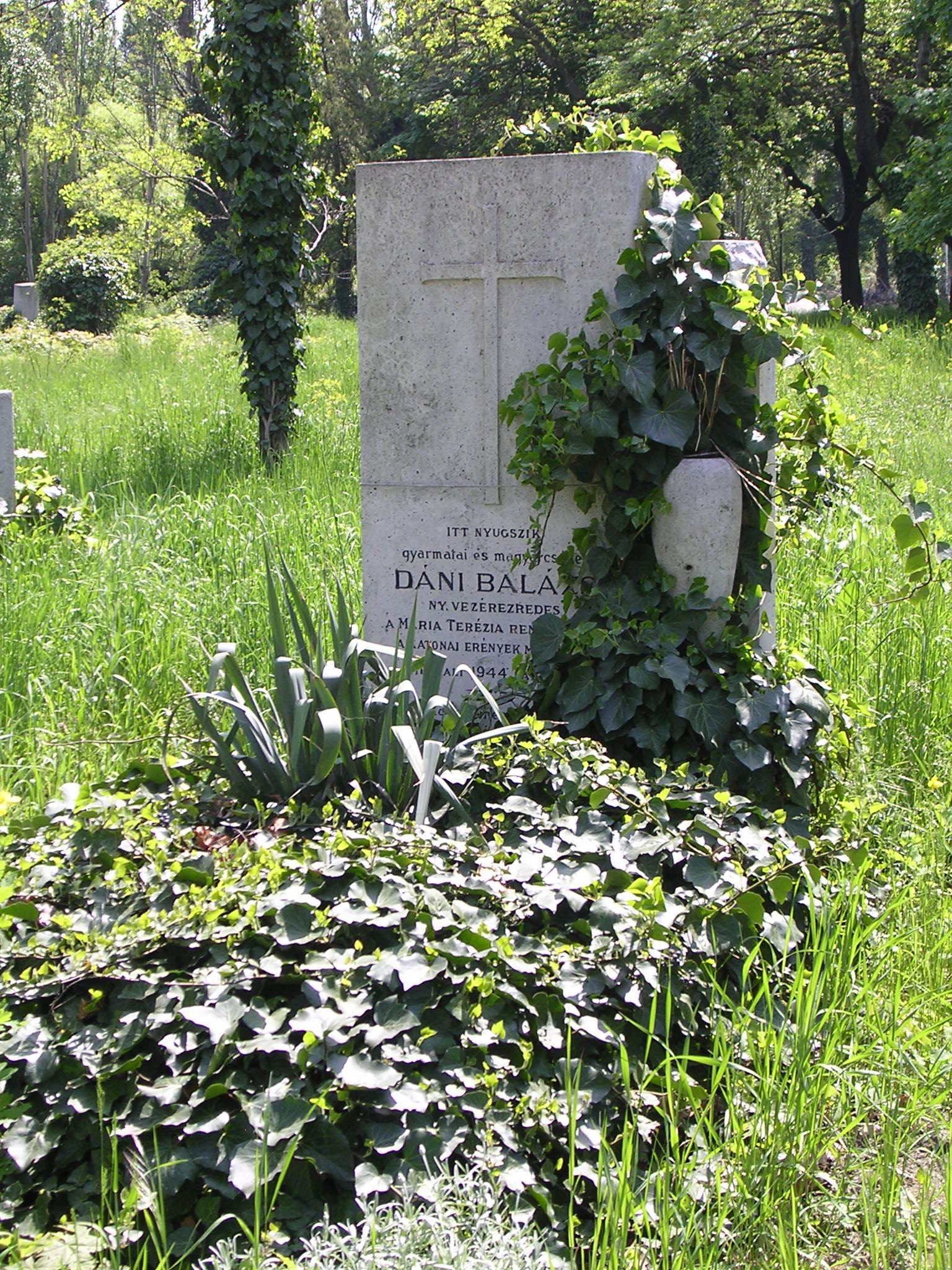
Sírja a Fiumei úti sírkertben